# 維安特勤隊

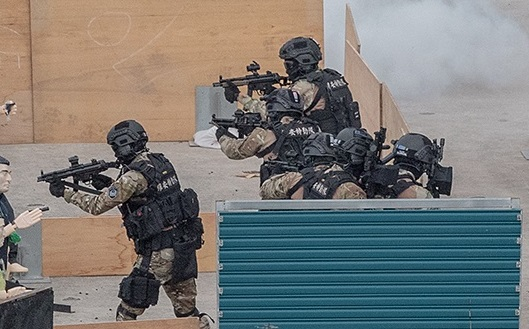
使用MP5衝鋒槍進行攻堅訓練的維安特勤隊員

維安特勤隊是中華民國警察的戰術單位，隸屬內政部警政署保安警察第一總隊，負責全國的反恐、反人質劫持、处理重大暴力案件、以及高風險勤務的執行與支援。該單位在右臂上佩戴紅藍白閃電臂章，與地方警局的特勤隊伍（俗稱“霹靂小組”）標誌相同，代表國家級的特殊任務警力。

## 隊史沿革

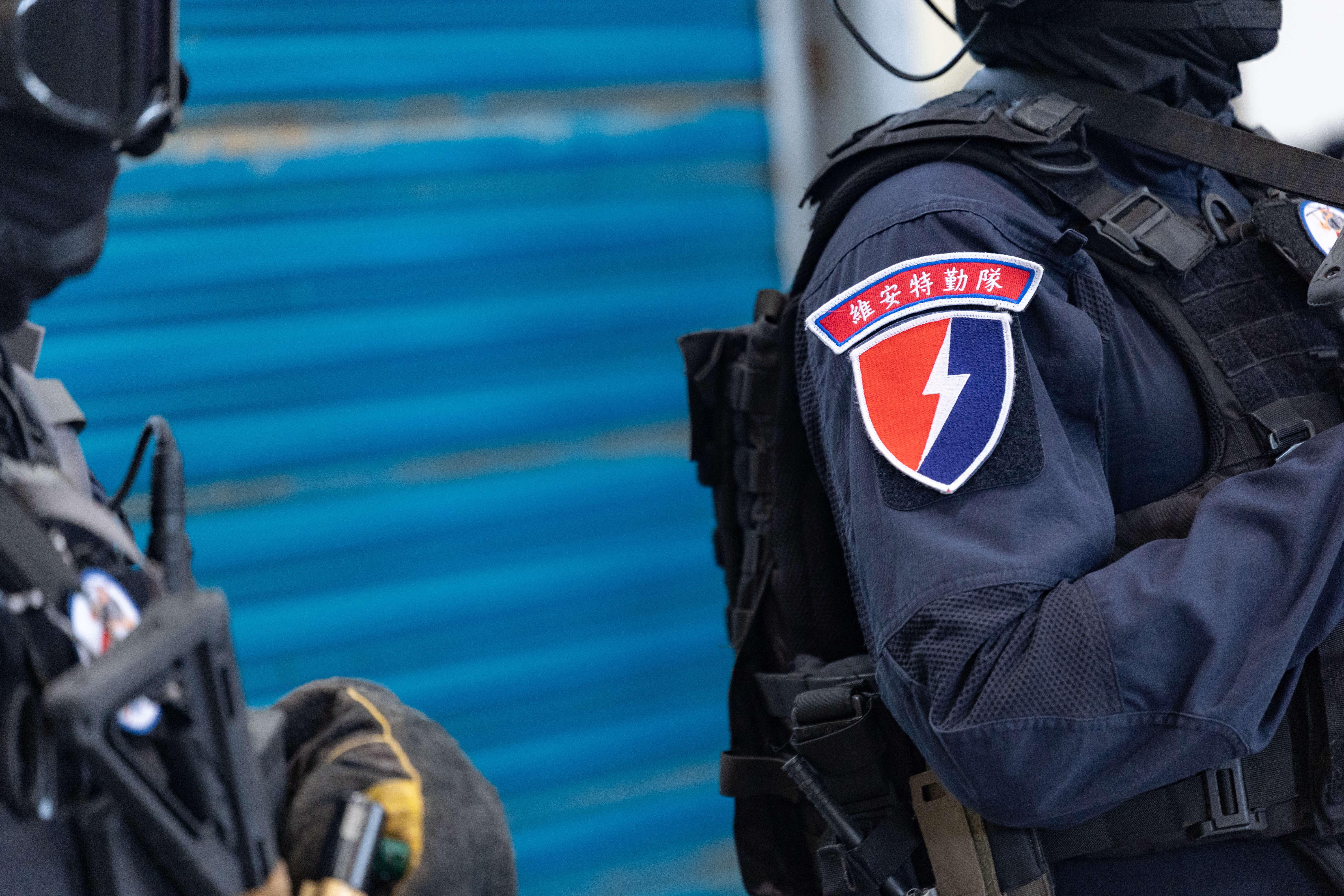
維安特勤隊臂章

- 1991年，中華民國政府結束動員戡亂時期後，中華民國國防部將協助維護治安的工作由憲兵司令部及臺灣警備總司令部移交中華民國內政部接手辦理。
- 1992年，內政部警政署為能應變重大暴力案件，遂在保安警察第一總隊下成立任務編組「維安特勤隊」；最初的隊員是由原保安警察第一總隊技訓隊為主組成，由憲兵特勤隊代為訓練。
- 1994年，維安特勤隊受邀參與第31屆金馬獎頒獎典禮演出。
- 2003年，警政署為因應時任中華民國總統陳水扁開放兩岸三通和中部、南部重大刑事案件頻傳，除了原本配屬保一總隊的維安特勤隊，又分別於保安警察第四總隊及保安警察第五總隊再成立2個維安特勤隊，配合內政部警政署刑事警察局成立北部、中部、南部打擊犯罪中心，支援刑事警察局進行各種刑事案件偵辦工作及要犯圍捕勤務。
- 2007年，保四總隊與保五總隊所屬維安特勤隊統一整編，由保安警察第一總隊管轄。
- 2014年，維安特勤隊自原來的任務編組正式法制化。
- 2020年，維安特勤隊與憲兵特勤隊、海巡特勤隊及高空特種勤務中隊等共同參與了漢光36號演習[1]。

## 組織
維安特勤隊法制化後為大隊編制，下設兩個中隊，各中隊下設兩分隊。四個分隊中有兩分隊駐紮臺中、高雄，專責該區域快速反應與重大事件支援。維安特勤隊現有警力約150人。

### 遴選與培訓
每年11月前後會舉行初步遴選。臺灣警察專科學校應屆畢業生與現職警員報名，且符合下列資格者，始得參加遴選：
1. 警察特考及格。
2. 最近2年獎多於懲，且未因品格操行及工作受記過以上處分。
3. 服務未滿1年，需經單位主管推薦。
4. 警員未滿33歲、分隊長以上警官幹部未滿32歲。
5. 身體檢查項目未有異常。

遴選之標準每年不一，但固定為射擊、游泳、跑步、單槓、仰臥起坐、伏地挺身等基本項目，依成績排序後按當年招收名額進入培訓階段。
培訓於遴選後隔年2月前後展開。維安特勤隊的培訓共分三階段，為期7～8個月，每個階段都會淘汰未達標準之學員。第一階段基礎訓練，訓練重點在於體能、近身搏鬥及基礎戰鬥技能。第二階段特殊警力訓練，著重於進階戰鬥技能、武器操作、射擊訓練。最後的第三階段為反恐訓練，著重於高級戰鬥技術、組合戰鬥、應用射擊訓練。

## 任務
該隊是中華民國警察機關內唯一將反恐列為法定任務的單位，其他法定任務如下：
1. 執行國內反暴力、反破壞、反劫持及反劫機（船）等特殊任務。
2. 執行反恐攻擊與重大刑事案件攻堅及圍捕等任務。
3. 其他有關維護安全特種勤務事項。[2]

## 裝備

### 個人武器

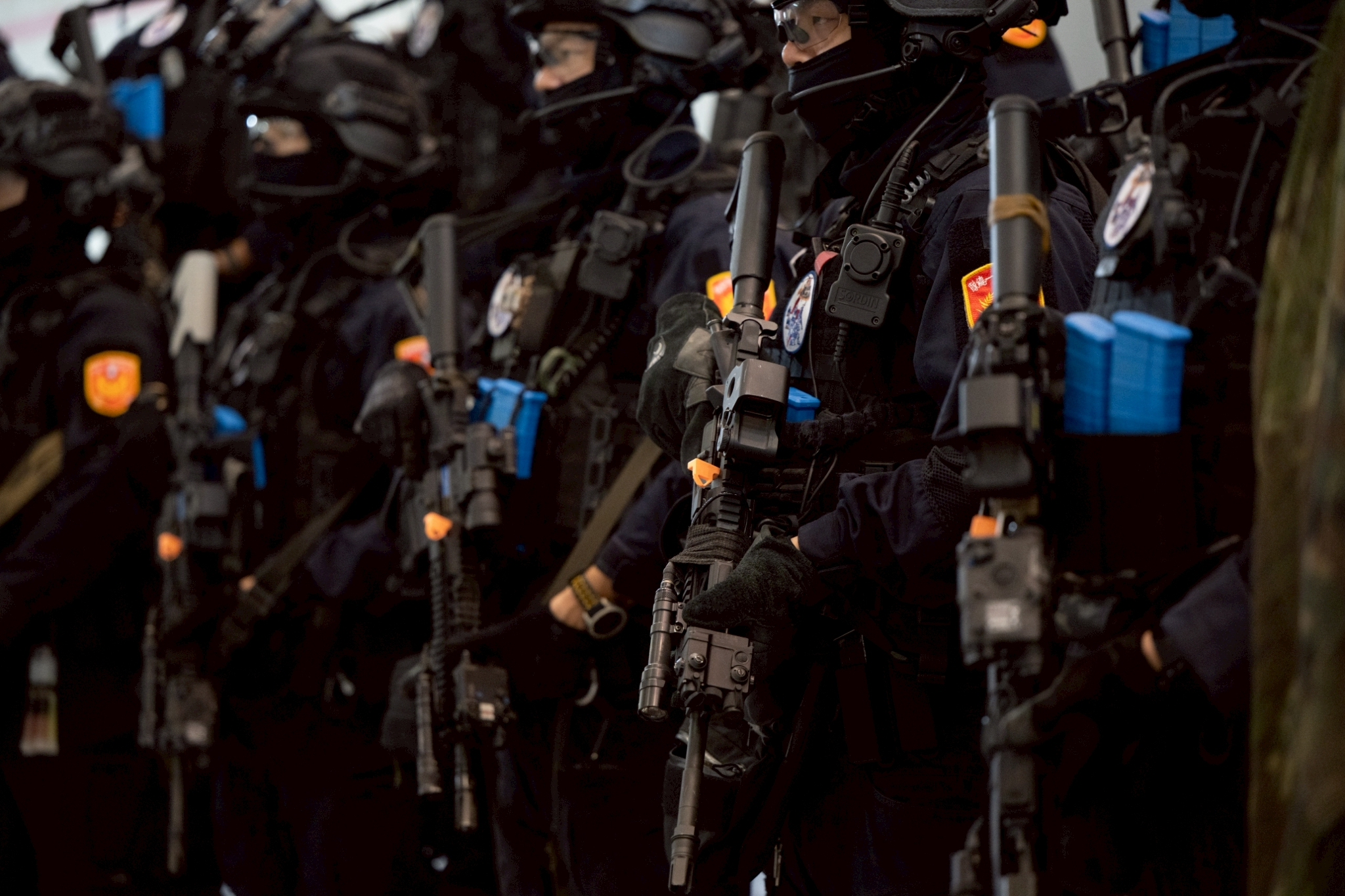
裝備突擊步槍的特勤隊員

#### 手槍
| 武器名稱         | 原產地 | 備註   |
| ---------------- | ------ | ------ |
| S&W M5904        | 美国   | 已退役 |
| SIG Sauer P226   | 德国   | -      |
| 貝瑞塔92FS       | 義大利 | -      |
| HK USP9          | 德国   | -      |
| 克拉克17         | 奥地利 | -      |
| 瓦爾特PPQ M2 NPA | 德国   | -      |

#### 衝鋒槍
| 武器名稱      | 原產地 | 備註   |
| ------------- | ------ | ------ |
| IMI迷你烏茲   | 以色列 | 已退役 |
| HK MP5A5      | 德国   | -      |
| SIG Sauer MPX | 美国   | -      |

#### 突擊步槍
| 武器名稱      | 原產地   | 備註   | 參考資料 |
| ------------- | -------- | ------ | -------- |
| T65K2         | 中華民國 | 已退役 | -        |
| M16A2         | 美国     | 已退役 | -        |
| M4A1          | 美国     | -      | -        |
| SIG SG 551P   | 瑞士     | 已退役 | -        |
| HK53          | 德国     | 已退役 | -        |
| T91S          | 中華民國 | -      | -        |
| SIG SG 516-G2 | 美国     | -      | -        |
| SIG Sauer MCX | 美国     | -      | [ 3 ]    |

#### 狙擊步槍
| 武器名稱    | 原產地 | 備註 |
| ----------- | ------ | ---- |
| HK PSG1     | 德国   | -    |
| 精密國際AWP | 英国   | -    |

#### 霰彈槍
| 武器名稱      | 原產地 | 備註   |
| ------------- | ------ | ------ |
| 伯奈利M3P     | 義大利 | -      |
| 伯奈利M4      | 義大利 | -      |
| 弗蘭基SPAS-12 | 義大利 | 已退役 |

### 戰術車輛
- Lenco BearCat G2裝甲車（英语：Lenco BearCat）[4]
- V-150S裝甲車
- F-550突擊梯車[5]

### 個人裝備
光學偵蒐器材
- 電子光纖搜索鏡
- 夜視鏡

通訊器材
- MOTO VISAR步話機

戰術裝備
- T24深藍色連身服
- Eagle TAC-V1戰術背心
- 複合式戰術頭盔
- 防彈衣
- 防彈盾
- 防毒面具
- 電鋸
- 震撼彈

## 參與著名案件
- 1997年白曉燕命案
- 2008年張錫銘綁架集團逮捕案
- 2006年林明樺強盜、綁架集團逮捕案
- 2015年高雄監獄挾持事件
- 2019年桃園車行挾持事件
- 2005年9月：大甲鎮瀾宮副董事長鄭銘坤綁架案
- 2006年1月：嘉義台商蔡明福綁架案

五度進駐臺中整頓治安
- 1999年6月：臺中廣三SOGO槍擊案、臺中海派酒店槍擊案
- 2000年9月：臺中紅寶石舞廳槍擊案
- 2004年6月：臺中中港路警匪街頭槍擊案
- 2004年11月：臺中耕讀園槍擊案
- 2010年6月：臺中角頭翁奇楠槍擊案

## 外部連結
- 英國BBC節目採訪維安特勤隊 （页面存档备份，存于）
- 內政部警政署保一總隊官網 （页面存档备份，存于）